# Jenny Groß

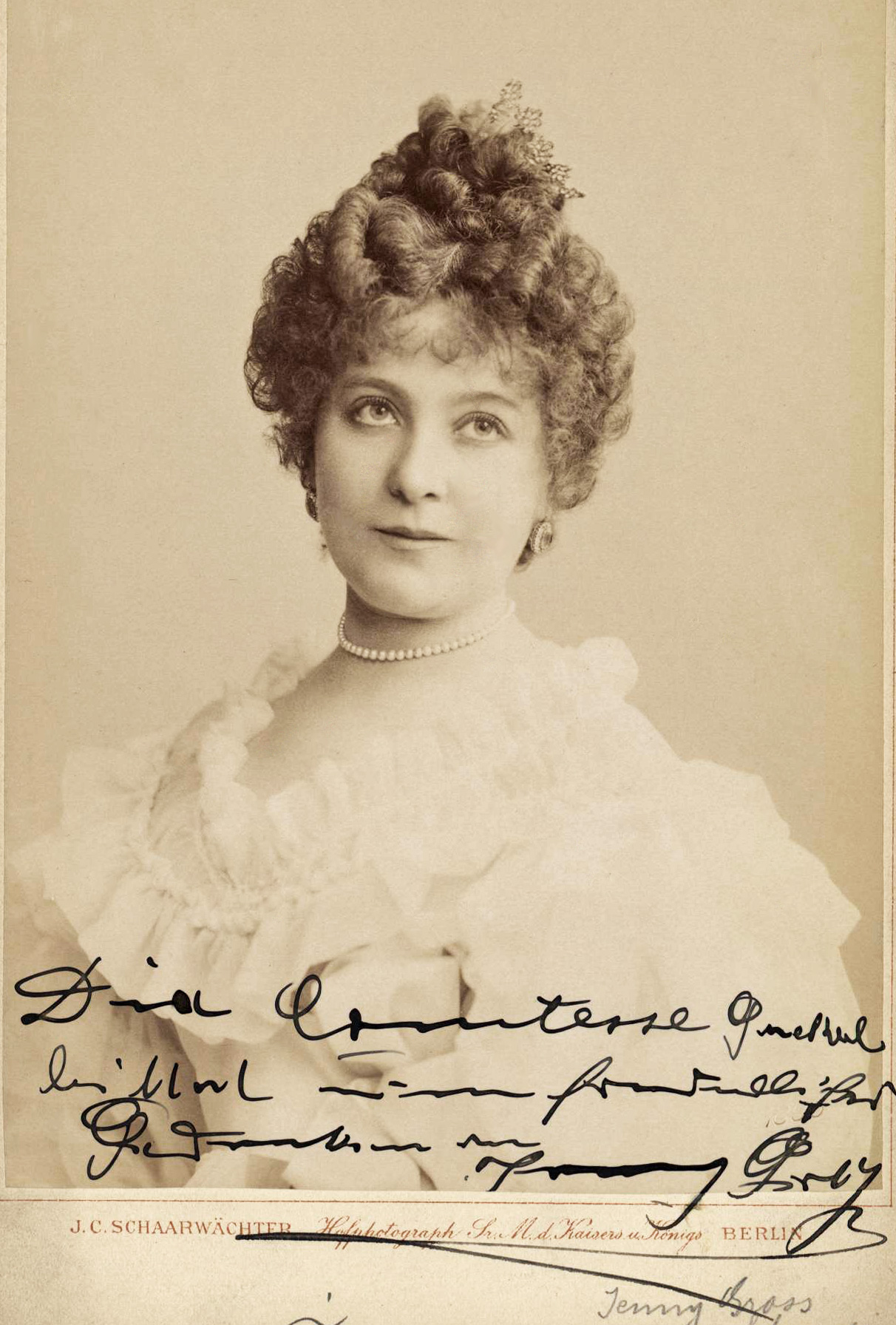
Jenny Groß 1896

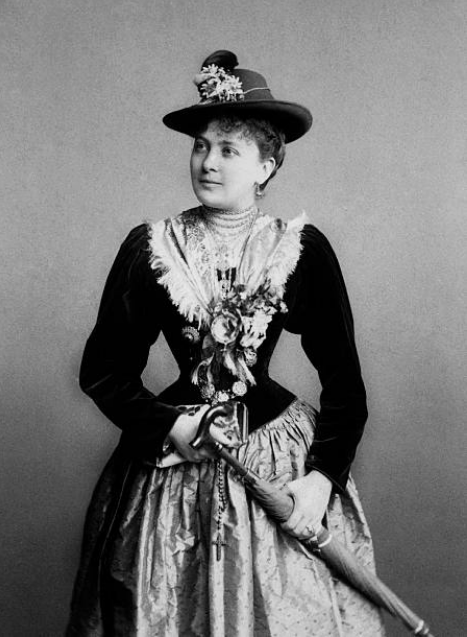
Jenny Groß im Trachtenkleid. Foto von Julius Cornelius Schaarwächter

Jenny Groß (5. September zwischen 1860 und 1863 in Szantho, heute Andau, Burgenland, Österreich; † 8. Mai 1904 in Berlin) war eine österreichische Schauspielerin jüdischer Abstammung.

## Bühnenkarriere
Sie war das jüngste von sechs Geschwistern und kam schon als Kind nach Wien, wo sie im Alter von 15 Jahren von Adolf von Sonnenthal für die Bühne entdeckt wurde. Sonnenthal führte die junge Frau der Hofburgschauspielerin Caesarine Kupfer-Gomansky zu, die ihr ein Jahr lang Schauspielunterricht erteilte. Ihr Debüt im Benedix’schen Lustspiel „Aschenbrödel“ am Carltheater in der Leopoldstadt verlief so erfolgreich, dass sie 1878 von der Direktion des Theaters unter Vertrag genommen wurde.
1881 wechselte sie zum Wiener Stadttheater (dem heutigen Ronacher), wo sie im Schwank „Eine Vergnügungsreise“ zum ersten Mal in einer größeren Rolle vor das Publikum trat.
Nach dem Brand des Stadttheaters am 16. Mai 1884 sollte sie am Wiener Burgtheater verpflichtet werden, aber die Verhandlungen zogen sich in die Länge, sodass sie schließlich dem Berliner Schauspielhaus den Vorzug gab, das sich ebenfalls um die Künstlerin bemüht hatte. Am 8. Oktober 1885 feierte sie an ihrer neuen Wirkstätte im Töpfer’schen Lustspiel „Der Beste Ton“ ein glänzendes Debüt. Innerhalb kürzester Zeit stieg Groß, die mit ihrem Liebreiz und Wiener Dialekt die perfekte Besetzung für deutsche und französische Lustspiele war, zum Publikumsliebling auf. 1888 wurde sie von Oskar Blumenthal vom Schauspielhaus abgeworben und für das neu gegründete Lessing-Theater verpflichtet, dem sie auch nach dem Wechsel der Direktion bis kurz vor ihrem Tod die Treue hielt. An dieser Bühne, die sich mit ihrer modernen Ausstattung wohltuend vom antiquiert wirkenden Schauspielhaus abhob, fand die Künstlerin jenes Rollengebiet, das ihr Talent zur vollen Entfaltung brachte: Als heitere Salondame, bestrickende Witwe oder flirtende Kommerzienratstochter Blumenthal`scher Prägung war sie in ihrem Element. In Anzengrubers „Kreuzlschreibern“ trat sie zum ersten Mal in einer Dialektrolle auf. Auch in klassischen Rollen bewies sie die Sicherheit einer Schauspielerin, die alle Genres beherrscht.
Die Rolle ihres Lebens war aber die der Madame Sans Gene von Victorien Sardou. Das in Paris 1893 uraufgeführte Lustspiel, das den Aufstieg einer einfachen Pariser Wäscherin zur Herzogin von Danzig schildert, war für Groß nicht nur ein künstlerischer, sondern auch ein enormer finanzieller Erfolg. Der geschäftstüchtigen Künstlerin und Direktor Blumenthal war es nämlich gelungen, vom Autor des Stückes die Übersetzungs- und Aufführungsrechte zu erwerben, sodass jede Vorstellung im deutschsprachigen Raum an ihre Zustimmung gebunden war. Diese Erlaubnis ließen sich die Rechteinhaber teuer erkaufen und oft war an ihr Placet auch die Bedingung geknüpft, Groß für die Hauptrolle zu engagieren.
Über vierhundertmal erschien die Künstlerin in dieser Rolle auf der Bühne, am Lessingtheater wie auf ihren Gastspielreisen, in großen und kleinen Theatern und an Höfen, in Dresden und Stuttgart, und überall war ihr der Erfolg gewiss.
1903 verließ Groß das Lessing-Theater und schloss sich dem Residenz-Theater (Dresden) an, das sie von den Gastspielen her, die sie regelmäßig im Februar eines jeden Jahres absolvierte, bestens kannte. Da wurde ihr plötzlich die Rolle der Maria Theresia im gleichnamigen Lustspiel von Franz von Schönthan angeboten. Das mit großem Toilettenprunk, Wiener Dialekt und gravitätischen Szenen gespickte Stück reizte die Künstlerin derart, dass sie ihren Vertrag mit dem Residenztheater gegen eine beträchtliche Abschlagszahlung löste, um für diese Rolle frei zu sein. Das Stück, dem die Kritiker nur eine mäßige Qualität attestierten, wurde am 23. Dezember 1903 am Berliner Theater aufgeführt. Dass die Vorstellung ein Erfolg wurde, wurde allein der prächtigen Bühnenausstattung und dem vorzüglichen Spiel von Jenny Groß zugeschrieben. Damit endete ihre Bühnenkarriere.

## Persönliches
Jenny Groß war eine bemerkenswerte Erscheinung, die mit einem übersprühenden Temperament ausgestattet war und in ihren Rollen stets den richtigen Ton fand. Ihre Popularität ist nicht allein mit ihren schauspielerischen Qualitäten erklärbar, sie war auch das Resultat der alles überstrahlenden Weiblichkeit, mit der sie Männer und Frauen gleichermaßen zu fesseln wusste. Die festlichen Toiletten, die sie bei ihren Auftritten oft mehrfach wechselte, waren eine Attraktion für sich. Sie boten oft Gesprächsstoff für Tage. Da man bei ihr das Neueste, das Modernste, das Sensationellste voraussetzte, war sie in Modefragen meinungsbestimmend.
Groß wurde immer wieder mit Helene Odilon verglichen, wobei der Letzteren, was die künstlerische Ausdrucksfähigkeit betrifft, das noch bessere Zeugnis ausgestellt wurde. Privat war sie eine liebenswürdige, gutmütige, heitere Gesellschafterin, die einen großen Freundeskreis hatte. Obwohl sie lange Zeit in Berlin verbracht hatte, war sie in ihrer Heimatstadt Wien eine bekannte Persönlichkeit, die zahlreiche Beziehungen zu der Wiener Gesellschaft hatte. Sie konnte sich der Bekanntschaft mit Erzherzog Johann Salvator von Österreich-Toskana (ab 1889 Johann Orth) und König Milan von Serbien rühmen. Über die Qualität der Beziehungen zu diesen hochgestellten Persönlichkeiten kann nur spekuliert werden.
In Berlin logierte die Schauspielerin mit ihrer Schwester Laura in einer geräumigen Wohnung in der Roonstraße. Einen Teil des Sommers pflegte sie in Bad Ischl zu verbringen, wo sie 1902 eine Villa erworben hatte. Sie verstarb an der Klinik des Frauenarztes Professor Landau, nachdem an ihr vorher eine Operation mit anscheinend gutem Erfolg vorgenommen worden war. Noch auf dem Sterbebett verfügte sie, dass ihr Leichnam nach Wien überführt und auf dem Zentralfriedhof beigesetzt wird. Der für sie errichtete Grabstein wurde vom Bildhauer Franz Vogl gestaltet.

## Nachleben
In einem Nachruf auf die Verstorbene unterstellte der Publizist und Kritiker Maximilian Harden der Schauspielerin, ihren ganzen Reichtum durch ihre Affären gewonnen zu haben, wofür er von Karl Kraus heftig kritisiert wurde. Bei den Trauerfeierlichkeiten in Berlin provozierte der Berliner Bühnenklub einen öffentlichen Skandal, weil sich der Vorstand weigerte, der Verstorbenen wegen ihres angeblich unsittlichen Lebenswandels einen Kranz auf den Sarg zu legen. In der Folge entwickelte sich eine Diskussion über scheinheilige bürgerliche Moralvorstellungen und die allzu freien Umgangsformen im Theaterbetrieb.
Die Villa der Künstlerin in Bad Ischl in der Dr. Höchsmann-Straße 4, die im Erbweg an ihre Schwester Laura übergegangen war, gelangte 1938 in die Hände der Nationalsozialisten. Laura Groß verstarb 1942 im Konzentrationslager Theresienstadt. Ihre Erben konnten die Villa 1950 auf dem Restitutionsweg wieder an sich bringen und verkauften sie zwei Jahre später an den Inhaber einer Wiener Buchdruckerei. Ein Teil des prunkvollen Interieurs der Villa, darunter das Boudoir der Schauspielerin, wurde 2006 auf der Kunst- und Antiquitätenmesse in der Wiener Hofburg um einen namhaften Betrag verkauft und einer Schweizer Sammlung einverleibt.

## Varia
Groß ließ sich von der ungarisch-amerikanische Porträtmalerin Elisabeth Vilma Lwoff-Parlaghy als 18-jährige junge Frau, die in der Blüte ihres Lebens steht, porträtieren. Ein weiteres Porträt hat die jüdische Malerin Traute Steinthal von ihr erstellt.
Als die Künstlerin einmal von einem Journalisten gefragt wurde, wie sie es mit dem Bühnenkuss halte, antwortete sie diesem augenzwinkernd: „Wenn mich der Autor zum Küssen verdammt, küsse ich, und zwar nicht bloß zum Schein.“